# ناثانيل مورس
ناثانيل مورس (بالإنجليزية: Nathaniel Morse)‏ هو فلاح نيوزيلندي، ولد في 1822، وتوفي في 16 نوفمبر 1882.